# جان هیز سنت لژه

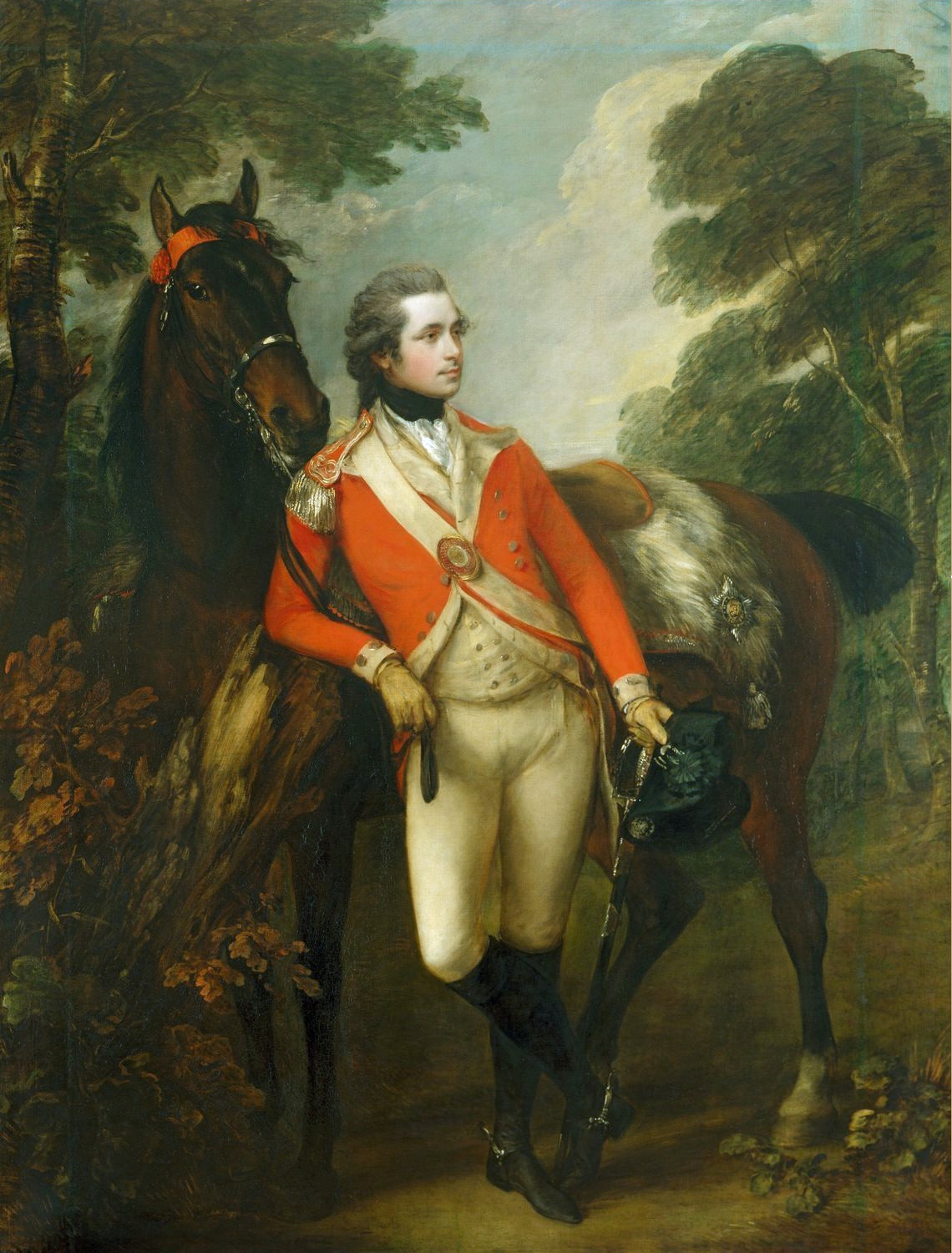
جان هیز سنت لژه، ۱۷۸۲ پرتره توسط توماس گینزبورو

جان هیز سنت لژه (۱۷۵۶–۱۸۰۰) یک افسر ارتش ایرلندی بود، درباری، راک و سیاستمدار. لژه عضو پارلمان بریتانیا برای اوکه همپتون درسال ۱۷۹۱ تا ۱۷۹۶ بود.

## زندگی
لژه پسر ارشد جان سنت لژه از گرانجملون (۱۷۲۶–۱۷۶۹) و همسر او مری باتلر، دخترش توماس باتلر؛ انتونی سنت لژه و بری سنت لژه عموهایش بودند. لژه در دانشکده اتون تحصیل کرده بود. وی در نوجوانی در سنت جیمز پلیس لندن، توسط مادر بزرگ پدری خود لوینا، بیوه سر جان سنت لژه بزرگ شد. او در سال ۱۷۷۱ در آن مکان درگذشت.
سنت لژه زمانی را در دربار فرانسه طی نمود. او اسم مستعار «جک خوش تیپ» را کسب کرد و با جورج، شاهزاده ولز آشنا شد. در حالی که جورج سوم نسبت به محبوبیت و شهرت خانواده هشدار می‌داد، پسر او سنت لژه را به نام «یکی از بهترین فرد را» دید. در سال ۱۷۸۵ مشکل‌های پولی باعث شد هوم زندگی خود را در انگلستان قطع کند و مدتی را در ایرلند بگذراند. ثروت او در سال ۱۷۸۶، هنگامی که او میراث دار عمویش آنتونی بود، ترمیم گردید.

### حرفه نظامی

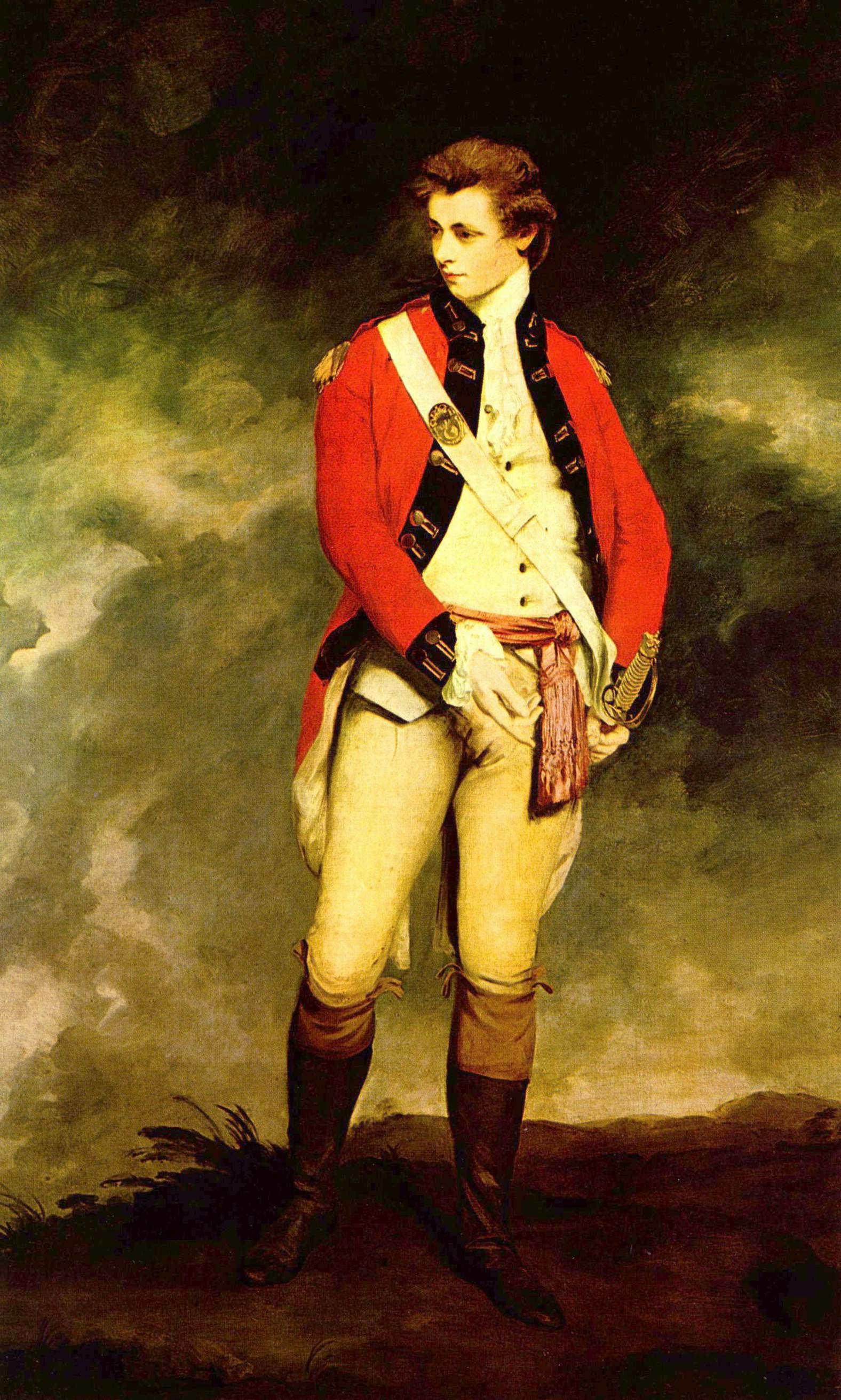
جان هیز سنت لژه، ۱۷۷۰ بازدید کنندگان پرتره توسط جاشوا رینولدز

سنت لژه در سال ۱۷۷۸ در سال ۵۵ کاپیتان و در سال ۱۷۷۹ در سال۹۰ سرگرد بود و سال بعد به ۶۵ منتقل شد و در سال ۱۷۸۲ به درجه سرهنگ ارتقا پیدا کرد.
بعد از حمله به سیلان در سال ۱۷۹۵، سنت لژه در سال ۱۷۹۶ در ترینکومالی فرماندهی شد

### حرفه سیاسی
در دهه ۱۷۹۰ شاهزاده ولز از اختلاف ویگ حمایت نمود. سنت لژه در سال ۱۷۹۰ در اوکه مپتون به سود فرانسیس راسل، پنج هفتم دوک بدفورد، در یک انتخابات پیچیده با بازگشت مضاعف.

## انجمن‌ها
سنت لژه جزوی از قومی از ملتزمین نزدیک جورج، شاهزاده ولز بود که علاقه نزدیک و مشترکی به مبارزه با جایزه داشت. دیگران جورج هنگر، جرارد لیک و ریچارد بری، ششمین ارل بریمور بودند. لیک در سال ۱۷۸۰ مورد درخواست شاهزاده واقع شد، و سنت لژه به عنوان داماد او در اتاق خواب از سال ۱۷۸۴ خدمت نمود

## مرگ
سنت لژه «جک خوش تیپ» هرگز ازدواج نکرد. وی در روز ۳۱ ژانویه ۱۸۰۰ در مدرس درگذشت. خانه او در پارک هیل، در نزدیکی روترهام، به برادرش آنتونی باتلر سنت لژه رسید. از آن مکان به جان، پسر سپهبد رسید. جان چستر (۱۷۷۹–۱۸۵۷) که اسم خانوادگی خود را به سنت لژه تغییر نام داد.